# Yokoyama Yu
Yokoyama "Yoko" Yu, född 9 maj 1981 i Osaka, Japan är medlem i det japanska pojkbandet Kanjani-8 som står under ledning av Johnny's Jimusho. 
Han blev medlem i Johnny's Jimusho 25 december 1996 då han blev en Kansai Jr.